# Kasper Jensen (Fußballspieler)
Kasper Jensen (* 7. Oktober 1982 in Aalborg) ist ein ehemaliger dänischer Fußballspieler.

## Karriere
Der Torwart spielte in Dänemark für Jetsmark IF, Gug Boldklub, Aalborg BK und Sønderjysk Elitesport.
Anfang 2005 wechselte er nach Deutschland zu Werder Bremen, wo er für die Nachwuchsmannschaft U-23 (die ehemaligen Werder Bremen Amateure) spielte und als vierter Torwart hinter Tim Wiese, Andreas Reinke und Christian Vander dem Kader der Bundesligamannschaft angehörte.
Zur Saison 2007/08 wechselte Jensen in die 2. Bundesliga zum FC Carl Zeiss Jena, wo er einen Zwei-Jahres-Vertrag erhielt. Am 24. August 2007 unterlief ihm im Spiel gegen den 1. FC Köln in der 86. Spielminute sogar ein Eigentor.
Zur Saison 2008/09 wechselte Jensen zum Zweitligaabsteiger SC Paderborn 07 in die neue 3. Liga.
Mit dem SCP schaffte er auf Anhieb den Wiederaufstieg in die zweite Bundesliga; denn als Dritter der 3. Liga schlug der SCP in den Relegationsspielen den Drittletzten der 2. Liga, den VfL Osnabrück, jeweils mit 1:0, wobei Jensen im Rückspiel einen von Thomas Cichon geschossenen Elfmeter hielt. Nach dem Ende der Saison 2009/10 wurde sein Vertrag bei Paderborn nicht mehr verlängert und sein Wechsel in seine dänische Heimat bekanntgegeben; Jensen unterschrieb beim Erstligisten FC Midtjylland. Der Torwart debütierte für den FC Midtjylland in der 2. Runde des dänischen Pokals 2010/11 gegen den FC Skanderborg, welches mit 3:1 für den FCM endete. In der Liga war er hinter Jonas Lössl nur der zweite Torhüter.
Anfang Januar 2012 wechselte er wieder ins Ausland und unterschrieb beim schwedischen Erstligisten Djurgårdens IF, bei dem er Dembo Touray als erstem Torhüter nachfolgen sollte. Nachdem er im Frühjahr 2013 zunächst vereinslos gewesen war, unterschrieb er am 28. Februar 2013 einen Vertrag bei Vejle Boldklub Kolding.
Jensen beendete seine Karriere im November 2015.